# 最高に素晴らしいこと
『最高に素晴らしいこと』（原題:All the Bright Places）は2020年に配信されたアメリカ合衆国の恋愛映画である。監督はブレット・ヘイリー、主演はエル・ファニングとジャスティス・スミスが務めた。本作はジェニファー・ニーヴンが2015年に発表した小説『僕の心がずっと求めていた最高に素晴らしいこと』を原作としている。

## 概略
インディアナ州の小さな町。高校生のバイオレット・マーキーはクラスの人気者だったが、姉を交通事故で失ってからというもの、「自分だけが生き残ってしまった」という罪悪感に苦しめられていた。そんなある日、バイオレットたちのクラスは州内の名所を見て回るという課題を課された。タッグを組む際、クラスで変人扱いされているセオドア・フィンチが真っ先にバイオレットを指名した。実は、セオドアも精神面に大きな問題を抱えていた。セオドアは死の恐怖に苛まれており、常に自殺を考えながら生きてきた。それ故、セオドアはバイオレットのことを密かに気にかけていたのである。
バイオレットはセオドアと交流する中で姉の死を受容し、心の傷を徐々に埋めていくことができた。セオドアにとっても、バイオレットと過ごす時間だけは死の恐怖を一切感じずに済む時間であった。ところが、ほどなくしてセオドアの精神状態は悪化し、ついには治療を必要とする状態にまで至った。

## キャスト
※括弧内は日本語吹き替え。
- バイオレット・マーキー - エル・ファニング（嶋村侑）
- セオドア・フィンチ - ジャスティス・スミス（渡辺拓海）
- ケイト - アレクサンドラ・シップ（志田有彩）
- エンブリ - キーガン＝マイケル・キー（三宅健太）
- ジェイムス - ルーク・ウィルソン（堀内賢雄）
- シェリル - ケリー・オハラ（深見梨加）
- ローマー - フェリックス・マラード
- アマンダ - ヴァージニア・ガードナー（潘めぐみ）
- チャーリー - ラマー・ジョンソン
- ブレンダ - ソフィア・ハスミク

その他の日本語吹き替え
井川康平、武井和歩、宇田川紫衣那、小林達也、横河未彩季、小林さとみ
日本語字幕
- YM

日本語吹替版制作
- 翻訳 - 赤木真理子
- 演出 - 浅野一郎
- 調整 - 水野涼香、室井央基
- 制作 - IMAGICA Lab.

## 製作・マーケティング
2014年7月31日、エル・ファニングが本作に出演するとの報道があった。2015年7月27日、ミゲル・アルテタが本作の監督に起用されたと報じられた。2018年7月23日、降板することになったアルテタ監督の後任にブレット・ヘイリーが起用され、ジャスティス・スミスの出演が決まったと発表された。10月、アレクサンドラ・シップ、キーガン＝マイケル・キー、ケリー・オハラ、ヴァージニア・ガードナー、フェリックス・マラード、ラマー・ジョンソン、ソフィア・ハスミクがキャスト入りした。同月4日、本作の主要撮影がオハイオ州クリーブランドで始まった。
2019年2月20日、キーガン・デウィットが本作で使用される楽曲を手掛けることになったと報じられた。2020年2月6日、本作のオフィシャル・トレイラーが公開された。28日、ミラン・レコーズが本作のサウンドトラックを発売した。

## 評価
本作は批評家から好意的に評価されている。映画批評集積サイトのRotten Tomatoesには15件のレビューがあり、批評家支持率は10点満点で6.58点となっている。また、Metacriticには9件のレビューがあり、加重平均値は61/100となっている。